# Calligrapha serpentina
Calligrapha serpentina — вид жуків з підродини хризомелін родини листоїдів.

## Поширення
Поширений в районах пустельних чагарників, відкритих полів та садів на південному заході США та у Мексиці.

## Опис
Молоді жуки відразу після метаморфози мають насичений червоний колір з чорними лініями і плямами на надкрилах. З віком червоний колір поступається місцем помаранчевому, жовтому та яскраво-зеленому. Чорні смуги та плями не змінюються, а також не втрачається металевий блиск під час цього перетворення кольору.
Личинки чорні, тьмяні і волохаті.

## Спосіб життя
І жуки, і личинки живляться листям рослин з родини мальвових.